# Fahd dell'Arabia Saudita
Fahd bin ʿAbd al-ʿAzīz Āl Saʿūd, (in arabo فهد بن عبد العزيز آل سعود‎?), meglio conosciuto come Re Fahd (Riad, tra il 1920 e il 1923 – Riad, 1º agosto 2005), è stato il quinto re dell'Arabia Saudita dal 1982 al 2005.
Nel 1992 promulgò la legge fondamentale del Paese.

## Origini e formazione
Fahd è nato a Riad tra il 1920 e il1923, primogenito di otto figli dell'ottava moglie del re Abd al-Aziz, in quanto l'ultima figlia della precedente consorte era nata nel 1916 e il successivo del matrimonio seguente nel 1924. Sua madre era la principessa Hassa bint Ahmad al-Sudayri. 
L'educazione di Fahd cominciò presso la Scuola dei Principi di Riyad, istituto fondato appositamente dal padre per l'educazione dei membri della Casa di Sa'ud. Ricevette l'istruzione per quattro anni a seguito delle sollecitazione di sua madre. Studiò con dei tutori, tra cui lo sceicco Abdul-Ghani Khayat. Continuò poi a ricevere l'istruzione religiosa a La Mecca.

## Prime posizioni politiche
Il principe Fahd fu nominato membro del consiglio consultivo reale su suggerimento della madre. Nel 1945, fece la sua prima visita di Stato a San Francisco per firmare lo Statuto delle Nazioni Unite. In questo viaggio servì sotto suo fratello, il principe Faysal, che al tempo era ministro degli affari esteri. Nel 1953, rappresentò il suo paese all'incoronazione della regina Elisabetta II. Il 24 dicembre 1953, fu nominato ministro dell'educazione.
Nel 1959, guidò la delegazione saudita alla Lega araba, a significare l'importanza nella famiglia reale e l'aumento del prestigio del giovane principe. Nel 1962, fu nominato ministro dell'interno. Come tale diresse la delegazione saudita in una riunione dei capi di Stato arabi in Egitto nel 1965. Nel 1967, fu nominato secondo vice primo ministro.

## Principe ereditario
Dopo la morte di re Faysal nel 1975, Fahd fu nominato primo vice primo ministro e contemporaneamente principe ereditario. Anche se il principe Fahd aveva due fratelli maggiori, Nasser e Sa'd, che avevano diritti di prelazione al trono, entrambi furono considerati candidati non idonei. Al contrario, il principe Fahd aveva alle spalle una lunga carriera nell'esecutivo.
La nomina del principe Fahd lo rese figura molto più potente, in contrasto con il ruolo modesto che Khalid aveva durante il regno del predecessore.
Nel 1976 dispose il ritiro del piccolo contingente saudita dalle alture del Golan dove era stato inviato in occasione della guerra del 1973. Nel 1979 ruppe le relazioni diplomatiche con l'Egitto, dopo la firma da parte di Anwar al-Sādāt del trattato di pace israelo-egiziano.
Il 13 agosto 1980, dopo la proclamazione di Gerusalemme a "capitale d'Israele", Fahd chiamò i sudditi alla guerra santa contro Israele. Nel settembre successivo, all'inizio del conflitto Iran-Iraq, decise di assicurare il suo appoggio politico ed economico al regime bathista allora al potere a Baghdad.

## Regno
Alla morte di re Khalid, il 13 giugno 1982, Fahd salì al trono come quinto re dell'Arabia Saudita. Tuttavia, il periodo più attivo della sua vita non è stato il suo regno ma il periodo da principe ereditario.
Nel 1986 adottò il titolo di "Custode delle due Sacre Moschee", sostituendo l'appellativo di "Sua Maestà", unendo così il potere religioso a quello secolare. Nel 1993 emanò la legge che ancora oggi disciplina la forma e le funzioni del Consiglio dei ministri.

### Politica estera
Temendo che la rivoluzione iraniana del 1979 potesse portare simili sconvolgimenti nell'Arabia Saudita, Fahd spese somme considerevoli anche dopo la sua ascesa al trono per sostenere lo sforzo bellico di Saddam Hussein nella sua guerra con l'Iran.
Nel 1987 a La Mecca, negli scontri fra pellegrini iraniani che avevano inscenato una manifestazione (rigorosamente vietata nel corso del pellegrinaggio annuale) e la polizia, morirono centinaia di persone. Dall'appoggio dato a Baghdad e da questo incidente derivò un progressivo ed irreversibile peggioramento dei rapporti con l'Iran, col quale nel 1988 fu interrotta ogni relazione diplomatica.
Fahd era un sostenitore delle Nazioni Unite. Ha sostenuto gli aiuti esteri e ha dato il 5,5% del reddito nazionale dell'Arabia Saudita a vari fondi, in particolare il Fondo saudita per lo sviluppo e il Fondo OPEC per lo sviluppo internazionale. Ha dato aiuto anche a gruppi stranieri, come i musulmani bosniaci nelle guerre jugoslave e i nicaraguensi Contras, fornendo "un milione di dollari al mese da maggio a dicembre 1984". Fahd fu anche un forte sostenitore della causa palestinese e un avversario dello Stato di Israele. Nonostante ciò era un fedele alleato degli Stati Uniti, secondo la CIA ha affermato: "Dopo Dio, possiamo contare sugli Stati Uniti". Egli ha però a volte preso distanza da questo paese, ad esempio ha limitato l'uso delle basi aeree saudite per proteggere i convogli navali dopo l'attacco alla USS Stark, in cui un missile iracheno ha severamente danneggiato una fregata statunitense. Nel 1988 accettò di acquistare tra i cinquanta e i sessanta missili balistici a testata nucleare.
Re Fahd sviluppò un piano di pace, al fine di risolvere le divergenze arabe in particolare tra l'Algeria e il Marocco.  Contribuì attivamente al raggiungimento dell'accordo di Ta'if del 1989 che ha portato alla conclusione del conflitto in Libano. Inoltre, guidò il mondo arabo contro l'invasione del Kuwait da parte dell'Iraq. Durante il suo regno sviluppò un legame speciale con il presidente siriano Hafiz al-Asad e con quello egiziano Hosni Mubarak.

### Attività islamica
Prese provvedimenti per sostenere l'istituzione religiosa saudita conservatrice garantendo milioni di dollari di sovvenzioni, rafforzando la separazione dei sessi e la potenza della polizia religiosa. Approvò pubblicamente la raccomandazione dello sceicco 'Abd al-Aziz ibn 'Abd Allah ibn Baz di evitare la via del male viaggiando in Europa e negli Stati Uniti.

### Guerra del Golfo del 1991
Nel 1990, le forze irachene di Saddam Hussein invasero il Kuwait, ponendo l'esercito iracheno sul confine saudita. Re Fahd accettò di ospitare le truppe della coalizione guidata dagli americani nel suo regno, permettendo alle truppe americane di posizionarsi lì. Questa decisione portò notevoli critiche e l'opposizione di molti cittadini sauditi, che erano contrari alla presenza di truppe straniere sul suolo saudita. Questa fu anche la principale critica che Osama bin Laden e Al Qaida rivolsero alla famiglia reale. La sua decisione fu inoltre contestata dai suoi fratelli Sudairi.

### Riforme e industrializzazione
Per quanto riguarda le riforme, il sovrano mostrò poca tolleranza per gli innovatori. Nel 1992, un gruppo di riformisti e intellettuali sauditi di spicco rivolsero una petizione al monarca chiedendo riforme di ampio respiro, tra cui l'ampliamento della rappresentanza politica e la limitazione delle spese inutili della famiglia reale. Re Fahd ignorò le richieste e, dinanzi alle loro insistenze, reagì perseguitando i proponenti, imprigionandoli o facendoli licenziare dal lavoro.
Durante il governo di re Fahd, le già sontuose spese della famiglia reale raggiunsero il loro picco. Inoltre, firmò con il Regno Unito un contratto militare costato al tesoro saudita più di 90 miliardi di dollari. Questi fondi erano originariamente assegnati alla costruzione di ospedali, scuole, università e strade. Di conseguenza, il paese subì una stasi nello sviluppo delle infrastrutture dal 1986 fino al 1999, quando Abd Allah, subentrato come reggente, prese le redini del regno.
Come tutti i paesi che si affacciano sul Golfo Persico, l'Arabia Saudita sotto re Fahd ha focalizzato il suo sviluppo industriale sull'estrazione di idrocarburi: il paese è rimasto però dipendente dalle importazioni per quasi tutte le altre voci della bilancia commerciale.
Nel 1994, re Fahd istituì il Consiglio Supremo degli Affari Islamici composto da membri della famiglia reale e da tecnocrati di alto livello. Il consiglio fu progettato per funzionare come mediatore delle attività islamiche riguardanti questioni politiche, educative, economiche e estere. Uno degli scopi segreti dell'ente fu quello di ridurre il potere del Consiglio degli Ulema.

### Meccanismo di successione
Nel tentativo di istituzionalizzare la successione, re Fahd emise un decreto il 1º marzo 1992. Questo ampliò i criteri per la successione, che prima erano solo l'anzianità e il consenso della famiglia. Il cambiamento più significativo era che il sovrano poteva assegnare e revocare il titolo di erede apparente sulla base dell'idoneità piuttosto che sull'anzianità e che i nipoti del primo re diventavano candidati ammissibili per il trono.

### Regno dopo l'ictus del 1995

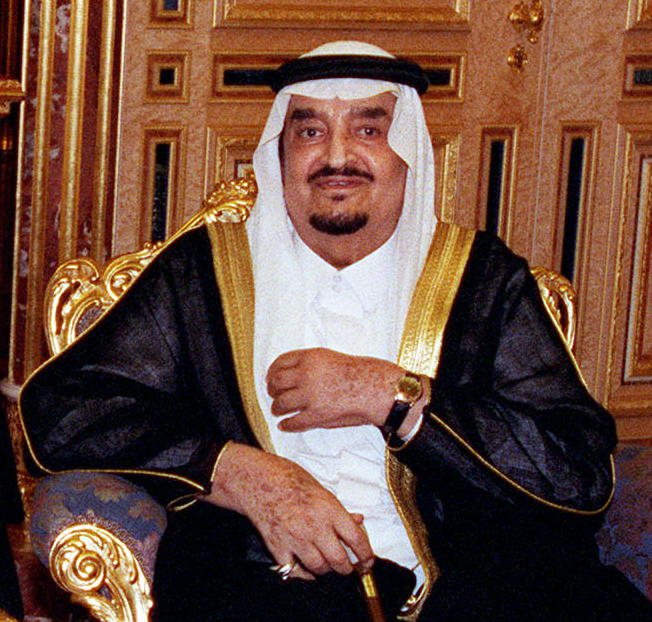
Re Fahd in una fotografia del 13 ottobre 1998

Re Fahd era un pesante fumatore, in sovrappeso per gran parte della sua vita adulta e da sessantenne cominciò a soffrire di artrite reumatoide e diabete mellito di tipo 2. Subì un ictus debilitante il 29 novembre 1995. Il 2 gennaio 1996, il monarca quindi decise di delegare la gestione del regno al principe ereditario Abd Allah, che assunse il titolo di reggente. Il 21 febbraio, il re Fahd riprese alcuni doveri d'ufficio.
Dopo l'ictus il monarca divenne infermo e dovette usare un bastone e poi una sedia a rotelle, anche se ancora frequentava alcune riunioni dell'esecutivo e riceveva visitatori selezionati. Nel novembre del 2003, secondo i media di governo, re Fahd affermò che era necessario "colpire con un pugno di ferro" i terroristi dopo gli attentati mortali in Arabia Saudita, anche se riusciva a malapena a pronunciare poche parole a causa del deterioramento della propria salute. Il principe ereditario Abd Allah partecipò alle visite ufficiali quando re Fahd era all'estero per cure e periodi di riposo. Quando il suo figlio maggiore Faysal, membro del Comitato Olimpico Internazionale, morì nel 1999, il re era in Spagna e non fece ritorno in patria per il funerale.
In un discorso a una conferenza islamica, il 30 agosto 2003 il sovrano condannò il terrorismo ed esortò i religiosi musulmani a predicare pace, sicurezza, cooperazione, giustizia e tolleranza nei loro sermoni.

## Morte e funerale
Re Fahd fu ricoverato all'Ospedale Specialistico re Faysal di Riyad il 27 maggio 2005 per test medici non specificati. Un funzionario riferì all'agenzia di stampa Associated Press ufficiosamente che il re era morto alle 15:30 locali del 1º agosto 2005 a 84 anni. L'annuncio ufficiale fu dato dalla televisione di Stato alle ore 22 dall'allora ministro dell'informazione Iyad Madani.
Re Fahd fu sepolto con l'ultima thawb (vestito tradizionale arabo) che indossava. Il 2 agosto, la salma fu portata alla moschea Imam Turki bin Abd Allah di Riyad dove alle 15:30 si tennero le preghiere funebri, guidate dal Gran Mufti del regno, lo sceicco Abd al-Aziz bin Abd Allah Al ash-Sheikh.
La cerimonia è stata replicata in altre moschee in tutto il regno, dove si sono svolte le "preghiere per l'assente".
Il corpo fu poi portato dal figlio Abd al-Aziz nel cimitero al-'Ud, a circa due chilometri di distanza, dove sono sepolti i suoi quattro predecessori e altri membri della famiglia regnante.
I dignitari arabi e musulmani che parteciparono al funerale non erano presenti alla sepoltura. Vi assistettero solo i familiari e i cittadini sauditi.
In conformità con i regolamenti e le tradizioni sociali, l'Arabia Saudita dichiarò un periodo di lutto nazionale di tre giorni durante i quali tutti gli uffici sono stati chiusi. Gli uffici governativi sono rimasti chiusi per il resto della settimana. La bandiera nazionale non fu abbassata dal momento che tenendo fede alla shahada, la dichiarazione di fede islamica, il protocollo richiede che non debba mai sventolare a mezz'asta.
Dopo la sua morte, molti paesi arabi dichiararono un periodo di lutto. Algeria, Egitto, Iraq, Kuwait, Libano, Marocco, Oman, Qatar, Siria, Yemen, Lega araba a Il Cairo e Autorità Nazionale Palestinese dichiararono tre giorni di lutto. Pakistan ed Emirati Arabi Uniti dichiararono un periodo di lutto di sette giorni con bandiere a mezz'asta. In Giordania, oltre al periodo di lutto nazionale di tre giorni fu dichiarato un periodo di lutto di 40 giorni nella Corte Reale.
Molti dignitari stranieri parteciparono al funerale, come il vicepresidente degli Stati Uniti Dick Cheney, il presidente francese Jacques Chirac, re Juan Carlos I di Spagna, il principe Carlo del Regno Unito, il presidente del Pakistan Pervez Musharraf, il re Abd Allah II di Giordania, il presidente palestinese Mahmūd Abbās, il ministro anziano di Singapore Goh Chok Tong e il presidente della Mauritania Maaouya Ould Sid'Ahmed Taya.

## Ricchezza
Nel 2002 Forbes ha stimato la ricchezza di re Fahd a 25 miliardi di dollari. Nel 1988 la rivista Fortune riportava che il suo patrimonio era pari a 18 miliardi di dollari, facendo di lui la seconda persona più ricca al mondo a quel tempo. Oltre alle residenze in Arabia Saudita, possedeva una dimora in Spagna, nella Costa del Sol; ciò ha contribuito a rendere nota la località di Marbella.

### Attività ricreative
Se in patria re Fahd attuava una politica islamica rigorosa, era noto per la vita lussuosa che faceva all'estero, anche con modalità che non sarebbero state consentite nel suo regno. Ha visitato i porti della Costa Azzurra, con il suo yacht di 147 metri e 100 milioni di dollari "Principe Abd al-Aziz". La nave aveva due piscine, una sala da ballo, una palestra, un teatro, un giardino pensile, un ospedale con un reparto di terapia intensiva e due sale operatorie e quattro missili americani Stinger. Il re possedeva anche un Boeing 747 da 150 milioni di dollari dotato di fontana. È stato riferito che nelle sue visite a Londra ha perso milioni di dollari nei casinò, arrivando ad aggirare il coprifuoco imposto dalle leggi locali sul gioco pagando i croupier per continuare a giocare tutta la notte nella sua suite d'albergo.
Nel 1992 si disputò la prima edizione della Coppa re Fahd, torneo calcistico internazionale a lui dedicato, che poi, insieme alla successiva edizione verrà retroattivamente riconosciuta dalla FIFA nell'ambito della Confederations Cup.

## Famiglia
Re Fahd ebbe le seguenti mogli:
- Principessa Al Anood bint Abd al-Aziz bin Mousad Al Sa'ud (deceduta), madre dei suoi quattro figli più anziani, Faysal, Sa'ud, Sultan e Khalid;[54][55]
- Principessa Al Jawhara bint Ibrahim Al Ibrahim, madre del principe Abd al-Aziz;
- Principessa Jawza bint Abd Allah bin Abdul Rahman Al Sa'ud (divorziata), madre del principe Mohammad;[56]
- Principessa Al Jowhara bint Abd Allah Al Sudairi (deceduta);
- Principessa Modhi bint Turki bin Abdullah Al Sa'ud (divorziata);
- Principessa Joza'a bint Sultan Al Adgham Al Subaie (divorziata);
- Principessa Turfa bint Abd al-Aziz bin Mo'amar (divorziata);
- Principessa Watfa bint Obaid bin Ali Al Jabr Al Rasheed (divorziata);
- Principessa Lolwa al Abdulrahman Al Muhana Aba al Khail (divorziata);
- Principessa Shaikha bint Turki bin Mariq Al Thit (divorziata);
- Principessa Seeta bint Ghunaim bin Sunaitan Abu Thnain (divorziata);
- Janan Harb.[57]

Re Fahd ebbe sei figli e quattro figlie. I maschi sono:
- Faysal (1945 - 1999), direttore generale del servizio di assistenza ai minori dal 1971 al 1999, direttore generale presso il ministero della pianificazione e ministro di Stato dal 1977 al 1999 anno in cui è morto per un attacco di cuore;
- Muhammad (nato nel gennaio 1950), ex governatore della Provincia Orientale;
- Sa'ud (nato l'8 ottobre 1950), ex vice presidente dell'Intelligence;[58]
- Sultan (nato nel 1951), ufficiale dell'esercito, elevato a rango ministeriale nel novembre del 1997 ed ex capo del servizio di assistenza ai minori;
- Khalid (nato nel febbraio 1958);[58]
- Abd al-Aziz, (nato nel 1973), figlio ultimogenito e preferito avuto con la sua consorte favorita, la principessa Al Jawhara bint Ibrahim Al Ibrahim, ministro di Stato senza portafoglio.[59]

## Albero genealogico
|                                 |                              |                             | Genitori                           |  |  | Nonni |  |  | Bisnonni                       |  |  | Trisnonni                     |  |
|                                 |                              |                             |                                    |  |  |       |  |  | Fayṣal bin Turkī b. ʿAbd Allāh |  |  | Turkī bin ʿAbd Allāh Āl Saʿūd |  |
|                                 |                              |                             |                                    |  |  |       |  |  | Fayṣal bin Turkī b. ʿAbd Allāh |  |  | Turkī bin ʿAbd Allāh Āl Saʿūd |  |
|                                 |                              | Hia bint Ḥamad Tamīmī       |                                    |  |  |       |  |  | Fayṣal bin Turkī b. ʿAbd Allāh |  |  |                               |  |
| ʿAbd al-Raḥmān Āl Saʿūd         |                              |                             |                                    |  |  |       |  |  | Fayṣal bin Turkī b. ʿAbd Allāh |  |  |                               |  |
|                                 |                              | Sāra bint Misharī Āl Saʿūd  | Misharī b. ʿAbd al-Raḥmān b. Saʿūd |  |  |       |  |  |                                |  |  |                               |  |
|                                 |                              | Sāra bint Misharī Āl Saʿūd  | Misharī b. ʿAbd al-Raḥmān b. Saʿūd |  |  |       |  |  |                                |  |  |                               |  |
|                                 |                              | Sāra bint Misharī Āl Saʿūd  | …                                  |  |  |       |  |  |                                |  |  |                               |  |
| Abd al-Aziz dell'Arabia Saudita |                              | Sāra bint Misharī Āl Saʿūd  |                                    |  |  |       |  |  |                                |  |  |                               |  |
|                                 |                              | Aḥmad al-Kabīr al-Sudayrī   | Muḥammad b. Turkī al-Sudayrī       |  |  |       |  |  |                                |  |  |                               |  |
|                                 |                              | Aḥmad al-Kabīr al-Sudayrī   | Muḥammad b. Turkī al-Sudayrī       |  |  |       |  |  |                                |  |  |                               |  |
|                                 |                              | Aḥmad al-Kabīr al-Sudayrī   | …                                  |  |  |       |  |  |                                |  |  |                               |  |
| Sāra bint Aḥmad al-Sudayrī      |                              | Aḥmad al-Kabīr al-Sudayrī   |                                    |  |  |       |  |  |                                |  |  |                               |  |
|                                 |                              | …                           | …                                  |  |  |       |  |  |                                |  |  |                               |  |
|                                 |                              | …                           | …                                  |  |  |       |  |  |                                |  |  |                               |  |
|                                 |                              | …                           | …                                  |  |  |       |  |  |                                |  |  |                               |  |
| Fahd dell'Arabia Saudita        |                              | …                           |                                    |  |  |       |  |  |                                |  |  |                               |  |
|                                 | Muḥammad al-Kabīr al-Sudayrī | Aḥmad al-Kabīr al-Sudayrī * |                                    |  |  |       |  |  |                                |  |  |                               |  |
|                                 | Muḥammad al-Kabīr al-Sudayrī | Aḥmad al-Kabīr al-Sudayrī * |                                    |  |  |       |  |  |                                |  |  |                               |  |
|                                 | Muḥammad al-Kabīr al-Sudayrī | …                           |                                    |  |  |       |  |  |                                |  |  |                               |  |
| Aḥmad al-Sudayrī                | Muḥammad al-Kabīr al-Sudayrī |                             |                                    |  |  |       |  |  |                                |  |  |                               |  |
|                                 |                              | …                           | …                                  |  |  |       |  |  |                                |  |  |                               |  |
|                                 |                              | …                           | …                                  |  |  |       |  |  |                                |  |  |                               |  |
|                                 |                              | …                           | …                                  |  |  |       |  |  |                                |  |  |                               |  |
| Ḥaṣṣa bt. Aḥmad al-Sudayrī      |                              | …                           |                                    |  |  |       |  |  |                                |  |  |                               |  |
|                                 |                              | ʿAlī b. Muḥammad al-Suwaydī | Muḥammad al-Suwaydī                |  |  |       |  |  |                                |  |  |                               |  |
|                                 |                              | ʿAlī b. Muḥammad al-Suwaydī | Muḥammad al-Suwaydī                |  |  |       |  |  |                                |  |  |                               |  |
|                                 |                              | ʿAlī b. Muḥammad al-Suwaydī | …                                  |  |  |       |  |  |                                |  |  |                               |  |
| Sharīfa al-Suwaydī              |                              | ʿAlī b. Muḥammad al-Suwaydī |                                    |  |  |       |  |  |                                |  |  |                               |  |
|                                 |                              | …                           | …                                  |  |  |       |  |  |                                |  |  |                               |  |
|                                 |                              | …                           | …                                  |  |  |       |  |  |                                |  |  |                               |  |
|                                 |                              | …                           | …                                  |  |  |       |  |  |                                |  |  |                               |  |
|                                 |                              | …                           |                                    |  |  |       |  |  |                                |  |  |                               |  |